# Parco di Terra Nostra

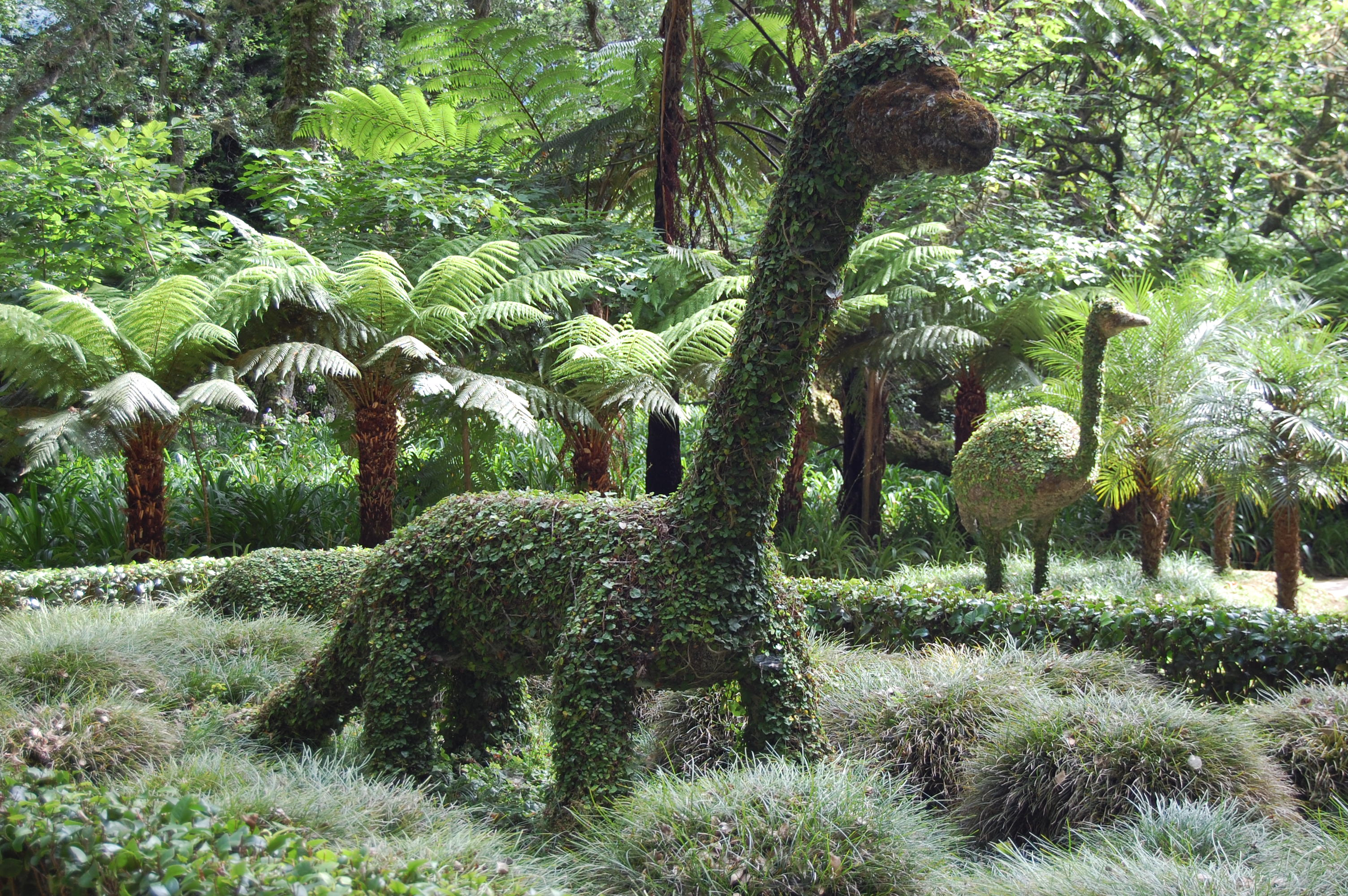

Il Parco Terra Nostra è uno dei più vasti ed antichi giardini delle Azzorre (12,5 ettari). È situato al centro della valle di Furnas, con ingresso aperto sul largo Marquês da Praia. La sua storia è collegata all’evoluzione di Furnas in quanto stazione termale e meta turistica per eccellenza.